# Мудра Ірина Романівна
Ірина Романівна Мудра (нар. 26 липня 1975, Меденичі, Дрогобицький район, Львівська область, УРСР) — українська державна і політична діячка, юрист, банкір. Заступник Керівника Офісу Президента України з 29 березня 2024 року. Заступник Міністра юстиції України (2022—2024).

## Життєпис
Народилася 26 липня 1975 в смт. Меденичі Дрогобицького району Львівської області.
У 1998 році закінчила з відзнакою Дрогобицький педагогічний інститут імені Івана Франка (факультет іноземних мов). Потім з 2002 по 2006 навчалася на юридичному факультеті ЛНУ ім. Франка. У 2017 пройшла курси для юристів з юридичної англійської мови в Кембриджському університеті[джерело?], у 2018 закінчила курс МВА в Київській школі економіки. З 2019 по 2020 проходила стажування в International Compliance Association (Лондон) та отримала сертифікат з корпоративного менеджменту, ризиків та комплаєнсу.
У 2006—2008 працювала начальником відділу кредитно-інвестиційної діяльності юридичного департаменту Трансбанку, від 2008 до 2013 працювала в Swedbank. З 2013 по 2015 працювала начальником юридичного департаменту управління ризиками Правекс Банку, а з 2015 по 2022 — керівником юридичної групи Державного ощадного банку України (Ощадбанк).
Має двох дітей.

### Заступник міністра юстиції України
З 20 травня 2022 — заступник Міністра юстиції України.
У вересні 2023 на Конференції міністрів юстиції держав-членів Ради Європи презентувала «Ризькі принципи» — план дій щодо функціонування Міжнародного реєстру збитків. 19 вересня 2023 у Варшаві підписала від імені України Протокол про внесення змін до Договору між Україною і Польщею про правову допомогу та правові відносини у цивільних і кримінальних справах від 24 травня 1993 року.
У січні 2024 року президент Зеленський уповноважив Мудру на підписання Любляно-Гаазької Конвенції про співробітництво в розслідуванні та притягненні до відповідальності за геноцид, злочини проти людяності, воєнні злочини та інші міжнародні злочини. 14 лютого 2024 року в Гаазі Мудра підписала Любляно-Гаазьку конвенцію.

### Заступник Керівника Офісу Президента України
З 29 березня 2024 року — заступник Керівника Офісу Президента України. Очолила підготовку законопроєкту про Ратифікацію Римського статуту Міжнародного кримінального суду, 21 серпня 2024 року Верховна Рада ратифікувала Римський статут, 24 серпня 2024 року Президент підписав Закон «Про ратифікацію Римського статуту Міжнародного кримінального суду та поправок до нього» № 3909-IX. 1 січня 2025 року Україна стала 125-ю державою — учасницею МКС.
У січні 2025 року очолила українську делегацію на зустрічі щодо створення міжнародної Комісії з розгляду заяв для України, яка присуджуватиме виплати за збитки, завдані російською агресією.
5 листопада 2024 року увійшла до складу Конкурсної комісії з добору незалежних членів наглядових рад державних банків як представник Президента України, замінивши заступника голови ОП Ростислава Шурму.
24 березня 2025 року Ірину призначено Головою делегації України для участі в переговорах щодо підготовки проєкту Договору про створення Міжнародної комісії з розгляду заяв для України.
Паралельно з цим, Мудра очолює міжнародні зусилля щодо створення Спеціального трибуналу для розгляду злочинів агресії проти України. Вона представляє Україну в основній групі держав, які працюють над створенням трибуналу, виступаючи за структуру, яка забезпечить відповідальність за злочин агресії.

## Відзнаки
- 2018 — найкращий юрисконсульт з банківського та фінансового права на церемонії нагородження «50 провідних юридичних департаментів України»[3]
- 2023 — переможець у номінації «Жінки-лідерки, які вплинули на розвиток правничої спільноти» рейтингу Ukrainian Women in Law.[19]
- 2024 — нагороджена премією «Woman 2023» від міжнародного глянцевого журналу «Business Woman» у категорії «Міжнародна політика та дипломатія»[20]